# Gyldenløve (norsk adelsslægt)
 For alternative betydninger, se Gyldenløve. (Se også artikler, som begynder med Gyldenløve)
Gyldenløve er navnet på en middelalderlig norsk adelsslægt. Navnet er dog først blevet tillagt slægten langt senere af genealoger, grundet deres våbenskjold med en gylden løve i rødt felt eller en rød løve i gyldent felt.
Slægtens mest kendte medlem var den norske rigshofmester Niels Henriksen Gyldenløve (ca. 1455-1523), efter hvem slægten også kaldes "Niels Henriksens slægt" (Nils Henrikssons slekt).